# 糙叶楤木
糙叶楤木（学名：Aralia scaberula）是五加科楤木属的植物，为中国的特有植物。分布在中国大陆的福建等地，生长于海拔500米至700米的地区，多生长在山坡林缘或山坡林缘路边灌丛，目前尚未由人工引种栽培。